# Danny Saucedo
Danny Saucedo (Daniel Gabriel Alessandro Saucedo Grzechowski) (Stockholm, 25 februari 1986) is een Zweedse zanger.

## Loopbaan
Saucedo is in 2006 bekend geworden door de Zweedse versie van Idols. Hij is lid van de Zweedse groep E.M.D., bestaande uit Erik Segerstedt, Mattias Andréasson en Danny Saucedo. Hij bracht als soloartiest drie albums uit, waaronder zijn debuutalbum Heart Beats. Hij had hits met onder andere "Tokyo", "Play It for the Girls" en "Radio". Hij nam driemaal deel aan Melodifestivalen (de Zweedse preselectie voor het Eurovisiesongfestival), eenmaal met E.M.D in 2009 met het liedje "Baby Goodbye" en tweemaal als soloartiest met de liedjes "In the Club" (2011) en "Amazing" (2012). "If Only You" was zijn eerste Britse single. Het was een nummer 1-hit in Polen en Rusland.
Danny Saucedo is van gemengde afkomst, zijn vader komt uit Polen en zijn moeder komt uit Bolivia.

## Discografie

### Solo
- 2007 Heart Beats
- 2008 Set Your Body Free
- 2011 In the Club
- Cassandra
- Stay
- Amazing (2012)
- Delirious
- Todo el mundo
- Dör för dig (2015)

### Met een andere artiest
- "Öppna din dörr" (2006)
- "Tokyo" (2007)
- "If Only You" (ft. Therese Grankvist)
- "Hey (I've Been Feeling Kind of Lonely)"
- "Radio" (2008)
- "Need to Know"
- "All on You"
- "Emely" (with Sasha Strunin)
- "Just Like That" (with Lazee)
- "In Your Eyes" (2011)
- "In the Club"
- "Tonight"
- "Amazing" (2012)
- "All In My Head"
- "Delirious"
- "Brinner i bröstet" ft. Malcolm B (2015)

### Albums samen met E.M.D
- 2008: A State of Mind
- 2009: A State of Mind (Deluxe Edition)
- 2009: Välkommen hem
- 2010: Rewind
- 2007: "All for Love"
- 2008: "Jennie Let Me Love You"
- 2008: "Alone"
- 2009: "Baby Goodbye"
- 2009: "Youngblood"
- 2009: "Välkommen hem"
- 2010: "Save Tonight"
- 2010: "What Is Love

- International Standard Name Identifier: 0000 0001 3377 8116
- MusicBrainz: a47d9a1e-19e8-4a2c-9b03-43bb466c709d